# Sylvia Schwarz (Schauspielerin)
Sylvia Schwarz (* 27. Dezember 1969 in Mainz) ist eine deutsche Schauspielerin.

## Leben und Werk
Sylvia Schwarz wuchs in Bingen am Rhein auf. Ihre Schauspielausbildung absolvierte sie von 1992 bis 1993 an der ERACM (École Régionale d`Acteurs de Cannes et Marseille) und von 1993 bis 1997 an der Schauspielschule Bochum. Von 1997 bis 2002 war sie festes Ensemblemitglied am Thalia Theater in Hamburg. Sie ist parallel zu ihrer Tätigkeit als Schauspielerin auch als Schauspieldozentin tätig.
Sylvia Schwarz lebt in Berlin.

## Filmographie (Auswahl)
- 2001: Der Untergang von Rungholt
- 2007: Warum Männer nicht zuhören und Frauen schlecht einparken
- 2007: Gestern in Eden
- 2008: Märzmelodie
- 2009: Dinosaurier – Gegen uns seht ihr alt aus!
- 2009: Notruf Hafenkante (Fernsehserie)
- 2009: Kaperfahrt
- 2009: Neuneinhalbs Abschied
- 2009: Kommissar Stolberg
- 2010: Tod in Istanbul
- 2010: Geschwister (Regie: Joya Thome)
- 2012: Hai-Alarm am Müggelsee
- 2012: Der Kriminalist (Fernsehserie)
- 2012: SOKO Leipzig (Fernsehserie)
- 2015: Der Bulle und das Landei – Goldrausch
- 2018: Praxis mit Meerblick – Auf zu neuen Ufern
- 2018: Erikas Wahnsinn
- 2020: Das Versprechen
- 2019: Immerhin: Die Kunst, die Kunst
- 2021: Ab ins kalte Wasser
- 2023: Tatort: Gold
- 2023: Bleifrei 95
- 2024: Immerhin: Die Kunst, die Kunst

## Hörspiele (Auswahl)
- 2009: Friedrich Ani: Meine total wahren und überhaupt nicht peinlichen Memoiren mit genau elfeinhalb (Iris) – Regie: Beate Andres (Hörspielbearbeitung, Kinderhörspiel – SWR)[3]
- 2011: Julia Wolf: Der Du (Dora) – Regie: Ragnhild Sørensen, Julia Wolf (Hörspielbearbeitung – WDR/Julia Wolf)
- 2011: Ragnhild Sørensen, Julia Wolf: Radionovela in 20 Folgen: Happy End (4. Folge) (Friseuse) – Regie: Ragnhild Sørensen, Julia Wolf (Original-Hörspiel, Kurzhörspiel – NDR/SWR/WDR)
- 2012: Ragnhild Sørensen, Julia Wolf: Happy End (Stundenfassung) (Friseuse) – Regie: Ragnhild Sørensen, Julia Wolf (Originalhörspiel – WDR)
- 2013: Aravind Adiga: Der weiße Tiger (Prostituierte) – Bearbeitung und Regie: Beate Andres (Hörspielbearbeitung – Deutschlandradio/NDR)

## Theater (Auswahl)
- 1993: Murder, Regie: Robert Cantarella, Festival von Avignon
- 1995: Krach in Chioggia, Regie: Leander Haußmann, Schauspielhaus Bochum
- 1996: Dona Rosita bleibt ledig, Regie: Dimiter Gotscheff, Schauspielhaus Bochum
- 1997: Der Cid, Regie: Wilfried Minks, Thalia Theater, Hamburg
- 1997: Baal, Regie: Sven-Eric Bechtolf, Thalia Theater, Hamburg
- 1998: Der nackte Wahnsinn, Regie: Jürgen Flimm, Thalia Theater, Hamburg
- 1998: Blau in Blau, Regie: Teddy Moskov, Thalia Theater, Hamburg
- 1999: Einsame Menschen, Regie: Karin Henkel, Thalia Theater, Hamburg
- 1999: Stella, Regie: Maria Kross, Thalia Theater, Hamburg
- 2000: POEtry, Regie: Robert Wilson, Libretto: Lou Reed, Thalia Theater, Hamburg
- 2001: Der eingebildete Kranke, Regie: Leander Haußmann, Thalia Theater, Hamburg
- 2001: Die Schwärmer Regie: Krystian Lupa, Thalia Theater, Hamburg
- 2003: The Maids, Regie: Lee Youn-taek, National Drama Company of Korea
- 2004: Chang in Void Moon, Regie: John Jesurun, Spielzeiteuropa, Berlin
- 2007: Torschusspanik, Regie: Simone Blattner, Thalia Theater, Hamburg
- 2009: Kasimir und Karoline, Regie: Simone Blattner, Schauspiel Frankfurt a. M.